# Normand D'Amour
Pour les articles homonymes, voir Amour (homonymie).
Ne doit pas être confondu avec Normand L'Amour.
Normand D'Amour est un acteur québécois né à Montréal, au Québec, le 22 septembre 1962.

## Biographie
Normand D'Amour est l'une des figures marquantes de la scène culturelle québécoise[réf. souhaitée], autant pour ses personnages au petit écran, ses divers rôles cinématographiques ainsi que ses interprétations au théâtre.
L'acteur habite Montréal et a deux enfants : Marguerite D'Amour, 20 ans (aussi comédienne), et Lancelot, 27 ans. Il est en couple avec Pascale Montreuil, également comédienne.
Passionné de jeux de société, Normand D'Amour a ouvert en août 2012 le « Randolph Pub Ludique », se joignant à trois associés : Justin Bazoge, Joël Gagnon et Benoit Gascon. Ce pub de la rue Saint-Denis propose à ses visiteurs plus de 600 jeux de société.
Lors de son passage à Rince-Crème, le Podcast des Denis Drolet, son année de naissance est remise en cause par Vincent, qui cherchait définitivement des embrouilles. Après discussion, Normand D'Amour confirma bel et bien qu'il est né en 1962. L'épisode se termina dans la bonne humeur.
En 2022, il se voit confier le rôle de Pascal St-Cyr dans la série quotidienne québécoise Stat.

## Théâtre
- Les Jumeaux d'Urantia de Normand Canac-Marquis, Théâtre d'Aujourd'hui, 1989
- 15 secondes, Espace libre, 1997
- Les Chemins des passes dangereuses, Théâtre Jean-Duceppe, 1998
- La Mort d'un commis-voyageur, Théâtre Jean-Duceppe, 1999
- Les Trois Mousquetaires, Théâtre Denise-Pelletier, 2001
- La Société des loisirs, La Licorne, 2005
- Hosanna, TNM, 2006
- Le Plan américain, Espace libre, 2008
- Le Mariage de Figaro, TNM, 2009
- Le Vrai Monde, Duceppe, 2009
- J'aurais voulu être un artiste..., La Licorne, 2009
- Fragments de mensonges inutiles, Duceppe, 2009
- Le Blues d'la Métropole, Théâtre St-Denis, 2010-2011
- Les Peintres du charbon, Théâtre Jean-Duceppe, 2012
- Le Chant de Sainte-Carmen de la Main, TNM, 2013-2014
- Moby Dick, TNM, 2015
- Qui a peur de Virginia Woolf ?, Théâtre Jean-Duceppe, 2015
- Le Rêveur dans son bain, TNM, 2023

## Filmographie

### Cinéma
- 2001 : Crème glacée, chocolat et autres consolations : Denis
- 2003 : Sur le seuil : Louis Archambault
- 2004 : Bonzaïon
- 2004 : Camping sauvage : Bruno Bédard
- 2004 : Mémoires affectives : Père
- 2005 : Maman Last Call : Paul
- 2006 : Cheech : Gaétan
- 2008 : Tout est parfait d'Yves Christian Fournier : Henri
- 2009 : 5150, rue des Ormes : Jacques Beaulieu
- 2009 : De père en flic : Roberto
- 2012 : La Peur de l'eau de Gabriel Pelletier : Sergent-Détective Gingras
- 2013 : Khaos de Louis-Phillippe Coutu-Nadeau : Père
- 2014 : Le Vrai du faux de Émile Gaudreault : Jacques Lebel
- 2015 : Le Garagiste (en) de Renée Beaulieu (en) : Adrien
- 2018 : Origami de Patrick Demers : Paul Marceau
- 2021 : Les Oiseaux ivres de Ivan Grbovic (en) : Normand
- 2023 : Le Purgatoire des intimes : Alain Landriault

### Télévision
- 1985 : L'Or du temps : Christophe De Valmont, alias Damien Nomed
- 1989-1991 : Le Grand Remous : Jean-Marie Fromont
- 1991 : Lance et compte : Le moment de vérité : Marco
- 1993 : Shehaweh : Jean Larivée
- 1994 : Les Grands Procès : Me Bertrand
- 1995 : Le Billet de loterie (Une petite fille particulière) : Vincent
- 1996 : Innocence
- 1996 : Marguerite Volant : Laval Chevigny
- 2001 : La Vie, la vie : Arnaud Lafont
- 2001 : Emma : Carl Bernard
- 2001 : L'Or : Richard Sullivan
- 2004 : The Last Casino (en) : Wilson
- 2005 : Les Invincibles : Bobby
- 2008 : Château en Suède : Hugo Falsen
- 2009 - 2016 : Yamaska : William Harrison
- 2011 - 2012 : Trauma : Sylvain Martel
- 2014 : Subito texto : Jacques Fraser
- 2016-2019 : Ruptures : Jean-Luc De Vries
- 2018 : Demain des hommes : Robert Dion
- 2019 : Col bleu
- 2022-2023 : Stat : Pascal St-Cyr

### Films d'animations
- 2009 : Planète 51 : le général Grawl
- 2016 : Moana : le chef Tui
- 2019 : Comme des bêtes 2 : Le Coq
- 2020 : Good Devil : Gilbert
- 2023: Wish: Sabino
- 2025 :  Zoopocalypse : Dan, le Goga
- 2025 : Les Schtroumpfs, le film (Smurfs) de Chris Miller : le Grand Schtroumpf

## Prix et distinctions
- Masque de l'interprète masculin de l'année (dans 15 secondes), 1999
- Nomination pour le Marque de l'interprète masculin de l'année (pour Hosanna), 2006
- Jutra de la meilleure interprétation masculine dans un rôle de soutien (dans Tout est parfait), 2009
- Nomination aux Jutra pour le meilleur premier rôle masculin (pour 5150, rue des Ormes), 2010
- Gémeau pour le meilleur premier rôle masculin - téléroman (dans Yamaska), 2010 et 2011